# Campeonato Paulista de Voleibol Masculino de 2018
O Campeonato Paulista de Voleibol Masculino de 2018 foi a 46ª edição desta competição organizada pela Federação Paulista de Voleibol. Está sendo disputada desde 10 de Outubro. O Taubaté sagrou-se pentacampeão do torneio ao vencer o SESI nas finais.

## Participantes
| Equipe                  | Cidade           | Em 2017 | Títulos |
| ----------------------- | ---------------- | ------- | ------- |
| Climed/Atibaia          | Atibaia          | 6º      | -       |
| Corinthians/Guarulhos   | Guarulhos        | 2º      | -       |
| EMS Taubaté/Funvic      | Taubaté          | 1º      | 4       |
| São José dos Campos     | S. J. dos Campos | 3º      | -       |
| Sesi São Paulo          | São Paulo        | 4º      | 4       |
| Super Vôlei/Santo André | Santo André      | 9º      | -       |
| Volei Renata            | Campinas         | 5º      | -       |
| Vôlei Ribeirão          | Ribeirão Preto   | 7º      | -       |
| Vôlei UM Itapetininga   | Itapetininga     | 8º      | -       |

## Forma de disputa
Na primeira fase as nove equipes jogaram entre si em turno único. As oito melhores equipes avançaram para as quartas de finais, as quatro equipes vencedores desta fase avançaram à semifinais, já as duas equipes vencedoras desta fase passaram para a final do campeonato.
A classificação foi gerida da seguinte forma:
1. Maior número de partidas ganhas.
2. Maior número de pontos obtidos, que são concedidos da seguinte forma:
  - Partida com resultado final 3-0: 5 pontos para o vencedor e 0 pontos para o perdedor.
  - Partida com resultado final 3-1: 4 pontos para o vencedor e 1 pontos para o perdedor.
  - Partida com resultado final 3-2: 3 pontos para o vencedor e 2 pontos para o perdedor.
3. Proporção entre pontos ganhos e pontos perdidos (razão de pontos).
4. Proporção entre os sets ganhos e os sets perdidos (relação Sets).
5. Se o empate persistir entre duas equipes, a prioridade é dada à equipe que venceu a última partida entre as equipes envolvidas.
6. Se o empate persistir entre três equipes ou mais, uma nova classificação será feita levando-se em conta apenas as partidas entre as equipes envolvidas.

## Primeira fase
Classificação da primeira fase.
Grupo A
|     |                         |     | Jogos | Jogos | Jogos | Resultados | Resultados | Resultados | Resultados | Resultados | Resultados | Sets | Sets | Sets  | Pontos | Pontos | Pontos |
| Pos | Equipe                  | Pts | T     | V     | D     | 3–0        | 3–1        | 3–2        | 2–3        | 1–3        | 0–3        | V    | P    | R     | V      | P      | R      |
| --- | ----------------------- | --- | ----- | ----- | ----- | ---------- | ---------- | ---------- | ---------- | ---------- | ---------- | ---- | ---- | ----- | ------ | ------ | ------ |
| 1   | SESI                    | 19  | 8     | 7     | 1     | 5          | 0          | 2          | 0          | 0          | 1          | 21   | 7    | 3,000 | 651    | 562    | 1.158  |
| 2   | Vôlei Renata            | 18  | 8     | 7     | 1     | 3          | 1          | 3          | 0          | 1          | 0          | 22   | 10   | 2.200 | 735    | 646    | 1.138  |
| 3   | Funvic/Taubaté          | 15  | 8     | 5     | 3     | 3          | 1          | 1          | 1          | 1          | 1          | 18   | 12   | 1.500 | 686    | 632    | 1.085  |
| 4   | Vôlei Ribeirão          | 14  | 8     | 4     | 4     | 1          | 3          | 0          | 2          | 2          | 0          | 18   | 15   | 1.200 | 801    | 607    | 1.320  |
| 5   | Corinthians             | 13  | 8     | 4     | 4     | 2          | 2          | 0          | 1          | 1          | 2          | 15   | 14   | 1.071 | 662    | 660    | 1.003  |
| 6   | Vôlei Itapetininga      | 12  | 8     | 4     | 4     | 1          | 2          | 1          | 1          | 1          | 2          | 15   | 16   | 0.938 | 689    | 682    | 1.010  |
| 7   | São José dos Campos     | 11  | 8     | 3     | 5     | 1          | 2          | 0          | 2          | 2          | 1          | 15   | 17   | 0.882 | 683    | 714    | 0.957  |
| 8   | Super Vôlei/Santo André | 4   | 8     | 2     | 6     | 0          | 0          | 2          | 0          | 1          | 5          | 7    | 22   | 0.318 | 584    | 692    | 0.844  |
| 9   | Climed/Atibaia          | 2   | 8     | 0     | 8     | 0          | 0          | 0          | 2          | 2          | 4          | 6    | 24   | 0.250 | 616    | 724    | 0.851  |

## Fase final
A segunda fase é jogada pelas oito equipes classificadas, sendo disputado em uma série de 2 jogos.
|  | Quartas de final        | Quartas de final |              |   | Semifinais | Semifinais |  |  | Final | Final |
|  |                         |                  |              |   |            |            |  |  |       |       |
|  |                         |                  |              |   |            |            |  |  |       |       |
|  |                         |                  |              |   |            |            |  |  |       |       |
|  | SESI                    | 2                |              |   |            |            |  |  |       |       |
|  | SESI                    | 2                |              |   |            |            |  |  |       |       |
|  | Super Vôlei/Santo André | 1                |              |   |            |            |  |  |       |       |
|  | Super Vôlei/Santo André | 1                | SESI         | 2 |            |            |  |  |       |       |
|  |                         |                  | SESI         | 2 |            |            |  |  |       |       |
|  |                         | Corinthians      | 0            |   |            |            |  |  |       |       |
|  | Vôlei Ribeirão          | Corinthians      | 0            | 0 |            |            |  |  |       |       |
|  | Vôlei Ribeirão          |                  |              | 0 |            |            |  |  |       |       |
|  | Corinthians             | 2                |              |   |            |            |  |  |       |       |
|  | Corinthians             | 2                | SESI         | 1 |            |            |  |  |       |       |
|  |                         |                  | SESI         | 1 |            |            |  |  |       |       |
|  |                         | Funvic/Taubaté   | 2            |   |            |            |  |  |       |       |
|  | Vôlei Renata            | Funvic/Taubaté   | 2            | 2 |            |            |  |  |       |       |
|  | Vôlei Renata            |                  |              | 2 |            |            |  |  |       |       |
|  | São José dos Campos     | 0                |              |   |            |            |  |  |       |       |
|  | São José dos Campos     | 0                | Vôlei Renata | 0 |            |            |  |  |       |       |
|  |                         |                  | Vôlei Renata | 0 |            |            |  |  |       |       |
|  |                         | Funvic/Taubaté   | 2            |   |            |            |  |  |       |       |
|  | Funvic/Taubaté          | Funvic/Taubaté   | 2            | 2 |            |            |  |  |       |       |
|  | Funvic/Taubaté          |                  |              | 2 |            |            |  |  |       |       |
|  | Vôlei Itapetininga      | 0                |              |   |            |            |  |  |       |       |
|  | Vôlei Itapetininga      | 0                |              |   |            |            |  |  |       |       |

### Quartas de final
Grupo B
| Data   | Hora  |                           | Placar |                         | Set 1 | Set 2 | Set 3 | Set 4 | Set 5 | Total  | Relatório |
| ------ | ----- | ------------------------- | ------ | ----------------------- | ----- | ----- | ----- | ----- | ----- | ------ | --------- |
| 29 set | 11:00 | 'Super Vôlei/Santo André' | 3–2    | SESI                    | 25–21 | 22–25 | 25–22 | 12–25 | 15–10 | 99–103 | 99–103    |
| 02 out | 19:00 | 'SESI '                   | 3–0    | Super Vôlei/Santo André | 25–13 | 25–22 | 25–23 |       |       | 75–58  | 75–58     |

No golden set vitória do SESI, 25–20.
Grupo C
| Data   | Hora  |                     | Placar |                     | Set 1 | Set 2 | Set 3 | Set 4 | Set 5 | Total | Relatório |
| ------ | ----- | ------------------- | ------ | ------------------- | ----- | ----- | ----- | ----- | ----- | ----- | --------- |
| 26 set | 19:00 | São José dos Campos | 0–3    | ' Vôlei Renata'     | 14–25 | 24–26 | 18–25 |       |       | 56–76 | 56–76     |
| 30 set | 21:30 | 'Vôlei Renata'      | 3–0    | São José dos Campos | 25–19 | 25–21 | 25–20 |       |       | 75–60 | 75–60     |

Grupo D
| Data   | Hora  |                    | Placar |                    | Set 1 | Set 2 | Set 3 | Set 4 | Set 5 | Total | Relatório |
| ------ | ----- | ------------------ | ------ | ------------------ | ----- | ----- | ----- | ----- | ----- | ----- | --------- |
| 26 set | 20:00 | Vôlei Itapetininga | 0–3    | ' Funvic/Taubaté'  | 22–25 | 28–30 | 31–33 |       |       | 81–88 | 81–88     |
| 29 set | 18:00 | 'Funvic/Taubaté '  | 3–1    | Vôlei Itapetininga | 25–19 | 25–18 | 19–25 | 25–20 |       | 94–82 | 94–82     |

Grupo E
| Data   | Hora  |                | Placar |                | Set 1 | Set 2 | Set 3 | Set 4 | Set 5 | Total   | Relatório |
| ------ | ----- | -------------- | ------ | -------------- | ----- | ----- | ----- | ----- | ----- | ------- | --------- |
| 25 set | 19:00 | 'Corinthians ' | 3–2    | Vôlei Ribeirão | 25–22 | 26–24 | 18–25 | 21–25 | 15–9  | 105–105 | 105–105   |
| 29 set | 16:00 | Vôlei Ribeirão | 0–3    | ' Corinthians' | 16–25 | 21–25 | 17–25 |       |       | 54–75   | 54–75     |

### Semifinais
Grupo F
| Data   | Hora  |             | Placar |             | Set 1 | Set 2 | Set 3 | Set 4 | Set 5 | Total  | Relatório |
| ------ | ----- | ----------- | ------ | ----------- | ----- | ----- | ----- | ----- | ----- | ------ | --------- |
| 06 out | 18:00 | Corinthians | 1–3    | ' SESI'     | 19–25 | 19–25 | 25–23 | 30–32 |       | 93–105 | 93–105    |
| 08 out | 19:00 | 'SESI '     | 3–0    | Corinthians | 25–21 | 25–20 | 25–18 |       |       | 75–59  | 75–59     |

Grupo E
| Data   | Hora  |                   | Placar |                   | Set 1 | Set 2 | Set 3 | Set 4 | Set 5 | Total   | Relatório |
| ------ | ----- | ----------------- | ------ | ----------------- | ----- | ----- | ----- | ----- | ----- | ------- | --------- |
| 06 out | 20:30 | 'Funvic/Taubaté ' | 3–1    | Vôlei Renata      | 25–20 | 24–26 | 25–18 | 25–22 |       | 99–86   | 99–86     |
| 08 out | 21:30 | Vôlei Renata      | 2–3    | ' Funvic/Taubaté' | 17–25 | 24–26 | 25–18 | 25–23 | 12–15 | 103–107 | 103–107   |

### Final
| Data   | Hora  |                   | Placar |                | Set 1 | Set 2 | Set 3 | Set 4 | Set 5 | Total   | Relatório |
| ------ | ----- | ----------------- | ------ | -------------- | ----- | ----- | ----- | ----- | ----- | ------- | --------- |
| 11 out | 21:30 | 'Funvic/Taubaté ' | 3–2    | SESI           | 25–17 | 23–25 | 22–25 | 25–13 | 15–11 | 110–91  | 110–91    |
| 15 out | 21:30 | 'SESI '           | 3–1    | Funvic/Taubaté | 25–21 | 25–23 | 24–26 | 41–39 |       | 115–109 | 115–109   |

No golden set vitória do Taubaté, 25–20.

## Premiação
| Campeonato Paulista de Voleibol Masculino de 2018 |
| ------------------------------------------------- |
| Taubaté Campeão (5.º título)                      |